# Liste der Biografien/Fub
Liste der Biografien |
Portal Biografien |
Personensuche
# |
A |
B |
C |
D |
E |
F |
G |
H |
I |
J |
K |
L |
M |
N |
O |
P |
Q |
R |
S |
T |
U |
V |
W |
X |
Y |
Z |
?
 
Fa |
Fe |
Ff |
Fh |
Fi |
Fj |
Fk |
Fl |
Fm |
Fn |
Fo |
Fr |
Ft |
Fu |
Fy
 
Fua |
Fub |
Fuc |
Fud |
Fue |
Fuf |
Fug |
Fuh |
Fui |
Fuj |
Fuk |
Ful |
Fum |
Fun |
Fuo |
Fuq |
Fur |
Fus |
Fut |
Fuw |
Fux |
Fuy |
Fuz
Die Liste der Biografien führt alle Personen auf, die in der deutschsprachigen Wikipedia einen Artikel haben. Dieses ist eine Teilliste mit 6 Einträgen von Personen, deren Namen mit den Buchstaben „Fub“ beginnt.

## Fub

### Fube
- Fubel, Friedrich (1810–1905), deutscher Theologe und Politiker

### Fubi
- Fübinger, Karl (1900–1945), deutscher Widerstandskämpfer und NS-Opfer
- Fubini, Guido (1879–1943), italienischer MathematikerGuido Fubini (1879–1943)

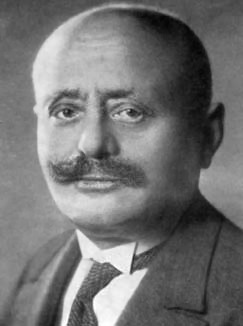
Guido Fubini (1879–1943)

- Fubini, Mario (1900–1977), italienischer Romanist, Französist und Literaturwissenschaftler
- Fubini, Sergio (1928–2005), italienischer theoretischer Physiker

### Fubu
- Fubuki, Jun (* 1952), japanische Schauspielerin